# Kobadja
Kobadja est une localité et  une commune rurale de la préfecture de la Ouaka, en République centrafricaine. 

## Géographie
La commune de Kobadja s’étend à l’ouest de la préfecture de la Ouaka. Elle est limitrophe de la Kémo. La plupart des villages sont localisés sur l’axe Grimari – Sibut, route nationale RN2.
|           | Koudou-Bégo |          |
| Ngoumbélé | Kobadja     | Pouyamba |
|           | Pouyamba    |          |

## Villages
La commune compte 33 villages en zone rurale recensés en 2003 : Akotcha 1, Akotcha 2, Azouka, Bakoa, Bogouan 1, Bougoua 2, Gouhoutou 1, Gouhoutou 2, Goussoumale, Guimondo 1, Guimondo 2, Guissibanda, Kambalegue, Kaya, Kobadja, Kohiri, Lamaka, Ndanguere, Ndjangala, Ngbekota, Poumayassi 1, Poumayassi 2, Poumayassi 3, Poungakola 1, Poungakola 2 Rengao, Satoulou, Tere 1, Tere 2, Tere 3, Tinguere-Mandja, Yakoro 1, Yakoro 2.

## Éducation
La commune compte 5 écoles publiques : à Kobadja, Poungakola, Nguerefara, Poumayassi et Akotcha.